# Saint-Lubin-en-Vergonnois
Saint-Lubin-en-Vergonnois é uma comuna francesa na região administrativa do Centro, no departamento Loir-et-Cher. Estende-se por uma área de 17,11 km². Em 2010 a comuna tinha 728 habitantes (densidade: 42,5 hab./km²).